# Cherbezatina fuliginosa
Cherbezatina fuliginosa är en skalbaggsart som beskrevs av Marc Lacroix 1993. Cherbezatina fuliginosa ingår i släktet Cherbezatina och familjen Melolonthidae. Inga underarter finns listade i Catalogue of Life.